# First Time (албум на Morning Musume)
„First Time“ е дебютният албум на японската група Morning Musume издаден на 8 юли 1998 година от Zetima Records. Албумът достига 4-та позиция в японската класацията за албуми. Албумът е с общи продажби от 310 290 копия в Япония.

## Списък с песните
1. „Good Morning“ – 4:07
2. „Summer Night Town“ (サマーナイトタウン) – 3:48
3. „Dō ni ka Shite Doyōbi“ (どうにかして土曜日, Do Something about Saturday) – 3:42
4. „Morning Coffee“ (モーニングコーヒー) – 4:31
5. „Yume no Naka“ (夢の中, Inside a Dream) – 5:00
6. „Ai no Tane“ (愛の種, Seeds of Love) – 4:13
7. „Wagamama“ (ワガママ, Selfishness) – 4:59
8. „Mirai no Tobira“ (未来の扉, Door to the Future) – 4:11
9. „Usotsuki Anta“ (ウソつきあんた, You Liar) – 4:02
10. „Samishii Hi“ (さみしい日, Sad Day) – 4:33